# Saturnispora besseyi
Saturnispora besseyi är en svampart som först beskrevs av Kurtzman & Wick., och fick sitt nu gällande namn av Kurtzman 2006. Saturnispora besseyi ingår i släktet Saturnispora och familjen Pichiaceae.   Inga underarter finns listade i Catalogue of Life.